# Nagieb Mahfoez

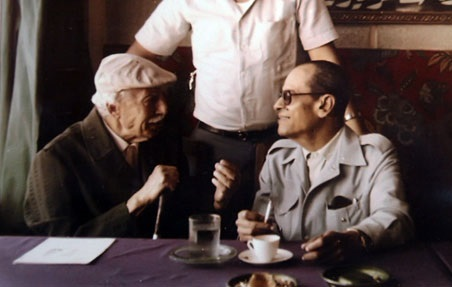
Mahfoez met Tawfiq Al-Hakim

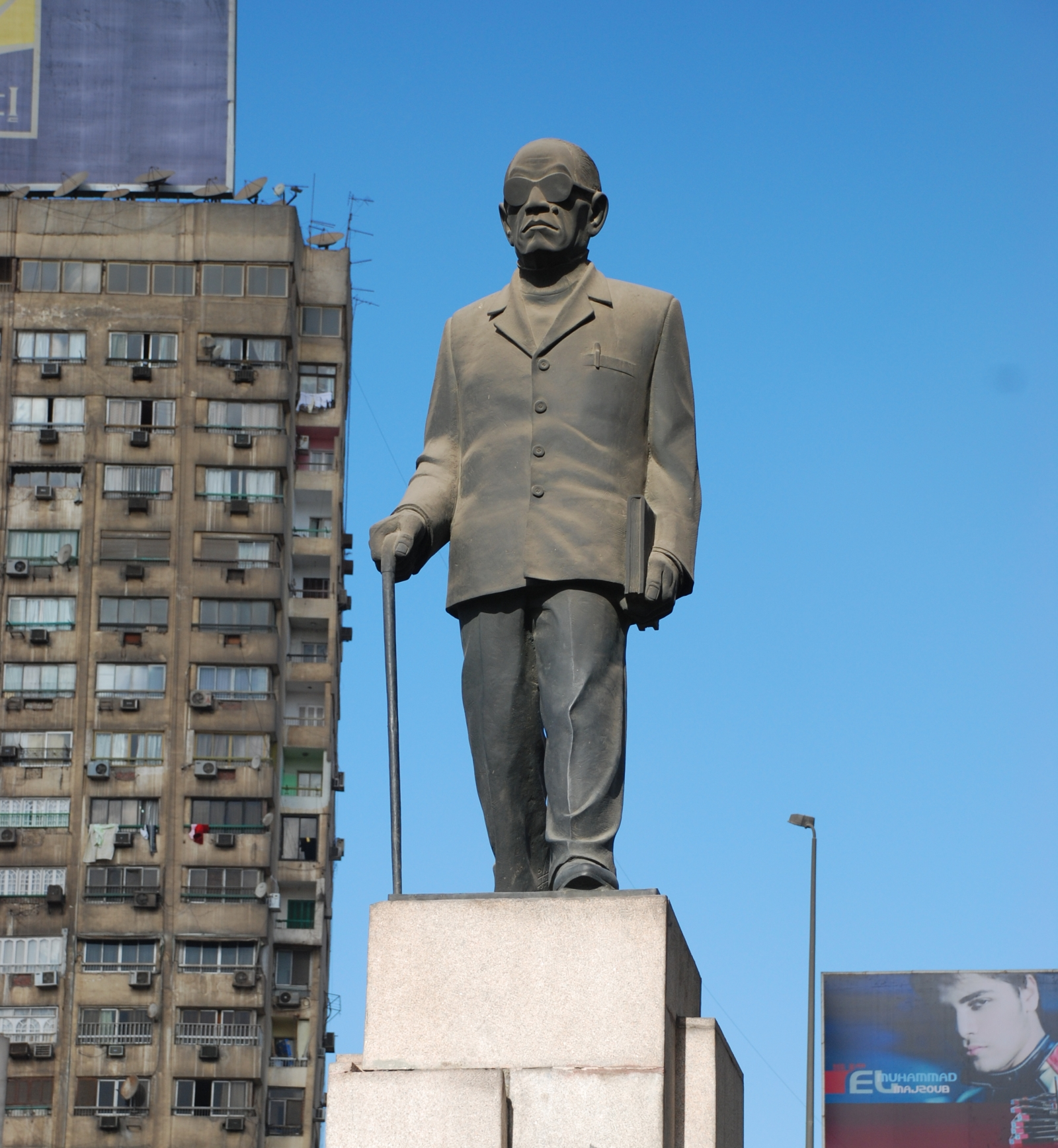
Standbeeld van Mahfoez in Caïro

Nagieb Mahfoez (Arabisch: نجيب محفوظ, Nağīb Maḥfūẓ) ook wel geschreven als Nadjib of Naguib Mahfouz (Caïro, 11 december 1911 – aldaar, 30 augustus 2006), was een Egyptisch schrijver.

## Biografie en achtergrond
Mahfoez werd geboren in een familie uit de middenklasse in de wijk Jamaliyya van het oude Cairo. Zijn vader was Abdel Aziz Ibrahim Mahfoez. Zijn moeder was Fatma Mostapha Mahfoez. Zijn moeder, dankbaar na een moeilijke geboorte, vernoemde hem naar de verloskundige. In 1924 verhuisde het gezin naar de moderne Abbasiyya-wijk. Mahfoez noemt zijn eigen kindertijd "normaal", dat wil zeggen dat hij opgroeide in een stabiel en hecht gezin. Zijn vader, die in 1937 overleed, was een strenge moslim die zijn vaderlijk gezag deed gelden. Als jongste van 7 kinderen, en 10 jaar jonger dan zijn jongste broer, bracht Mahfoez een groot deel van zijn kindertijd alleen door nadat zijn twee broers en vier zussen het huis hadden verlaten. Zijn interesse voor het Oude Egypte kreeg hij mee van zijn ouders, die hem naar musea meenamen.
Hij hield niet veel herinneringen aan zijn lagere schooltijd over, behalve van de anti-Britse revolutie uit 1919 waarbij Britse troepen vuurden op demonstranten op het Bayt al-Qadiplein. Vanuit zijn lagere school tegenover de al-Husaynmoskee zag hij de lichamen van de doden en gewonden liggen. Zoals de meeste moslimkinderen begon Mahfoez zijn opleiding met koranrecitatie in een Kuttab (koranschool). Daarna ging hij naar de Husayniyya Elementary School, waar hij afstudeerde in 1925, en de hogeschool Fuad I. Hij was goed in Arabisch, geschiedenis en wiskunde maar zwak in vreemde talen.
Tot de invloeden uit zijn kindertijd behoorden Arabische vertalingen van westerse detectiveromans en historische romans (Walter Scott, Henry Rider Haggard), avonturenfilms en het sentimentele proza van Mustafa Lutfi al-Manfaluti. Na zijn afstuderen van de universiteit in 1934 werd hij selectiever en concentreerde zich vooral op meesterwerken uit de westerse literatuur, daarbij geleid door de literatuurgeschiedenis van John Drinkwater (1882-1937). Hij bewonderde William Shakespeare, Henrik Ibsen, August Strindberg, Joseph Conrad en Herman Melville.
Op 27 september 1954 huwde hij met Attiyat-Allah. Ze hadden twee dochters: Umm Kalthum en Fatima.
Mahfoez koesterde sympathie voor Israel, ook op momenten wanneer dergelijke sympathieën gevaarlijk waren.

## Loopbaan
De literaire carrière van Mahfoez ging van start na zijn studie filosofie, met de publicatie van drie historische romans die zich afspelen in het Oude Egypte. De eerste daarvan, getiteld Abath el-Aqdar ("De absurditeit van het lot", in het Engels vertaald als Khufu's Wisdom of "De wijsheid van Cheops") verscheen in 1939.
Zijn interesse als schrijver voor de tijd van de farao's bleek al uit zijn Arabische vertaling, gepubliceerd in 1931, van het boek Ancient Egypt van James Baikie uit 1912. Het Engelse origineel was bestemd voor jongere lezers, maar zijn vertaling Mir al-Qadima verscheen in de reeks Al Majalla al-Jadida van Salama Musa. Het was de enige vertaling die hij ooit publiceerde, en later zou hij haar afdoen als een oefening om Engels te leren.
De trilogie werd vervolledigd met Radoebis ("Rhadopsis van Nubië", 1943) en Kefah Teba (Thebe in oorlog, 1944). Die laatste roman verraadt Mahfoez' interesse voor de sociale en politieke werkelijkheid van het eigentijdse Egypte, met name de overheersing door vreemde volkeren (Britten en Turken) en de verhoudingen tussen boeren en heersers.
Daarna begon hij met het portretteren van zijn geboortestad. Die reeks over Caïro werd afgesloten met de driedelige familieroman De Caïro-trilogie, het zou zijn bekendste werk worden. Voor deze trilogie kreeg hij in 1957 de hoogste Egyptische literaire onderscheiding: de Staatsprijs voor literatuur.
In 1988 ontving hij als eerste Arabische auteur de Nobelprijs voor Literatuur. Op 14 oktober 1994 werd er een moordaanslag op hem gepleegd door moslimextremisten: hij werd neergestoken, vlak bij zijn woning in Caïro en overleefde deze aanslag. Hij werd in zijn nek geraakt en kreeg moeite met zien en schrijven, handicaps die niet meer overgingen.
Mahfoez schreef meer dan dertig romans en verhalenbundels. Verscheidene werden verfilmd. Tot heden is hij de enige schrijver in de Arabische taal die ooit een Nobelprijs ontving.
De invloed die Nagieb Mahfoez heeft uitgeoefend op de moderne Arabische literatuur is zeer groot. Die grote invloed ontleent hij niet alleen aan de omvang van zijn romanoeuvre, maar ook aan de veelzijdigheid van zijn werk. Mahfoez beoefende uiteenlopende literaire genres en experimenteerde met allerlei technieken en stijlen. Sinds 1996 wordt de Naguib Mahfouz Medal for Literature uitgereikt, een prijs voor de beste hedendaagse roman gepubliceerd in het Arabisch, maar nog niet in het Engels. Later vertaald in het Engels.

## Thema's
Het werk van Mahfoez wordt gewoonlijk in twee hoofdperioden verdeeld:
de periode van de naturalistische romans, die een gedetailleerd beeld geven van het sociale en culturele leven in Caïro, met als hoogtepunt de Trilogie,
en de periode van de psychologische romans, die aanving in de jaren 60 en waarin de verstoorde verhouding tussen een individu en zijn omgeving centraal staat. De dief en de honden, in de Arabische wereld misschien wel zijn meest gelezen werk, markeert het begin van die nieuwe periode.
Mahfoez was een secularist die de heiligheid van het geloof verwierp en het tumult van nieuwe ideeën verwelkomde omdat op die manier vooruitgang ontstaat. In de roman Kinderen van Gabalawi voert hij oude profeten van het Jodendom, het Christendom en de Islam in een nauwelijks verholen allegorie op als niet meer dan sociale hervormers. Hun rol, en die van de religie, is in moderne tijden vervangen door het geloof in de wetenschap. Het was deze roman die leidde to de aanslag op zijn leven.

## Taal
Mahfoez schreef consequent in het Modern Standaardarabisch of fusha. Hiermee omarmde hij de hybride cultuur van het 20ste-eeuwse Egypte, waar veel intellectuelen uit andere delen van de Arabische wereld hun toevlucht hadden gezocht, en richtte hij zich ook welbewust tot een lezerspubliek buiten de Egyptische grenzen. Hij vermeed zorgvuldig het gebruik van Egyptische dialectismen, zelfs in de dialogen van ongeletterde of halfgeletterde personages die realistisch gezien niet over de nodige Arabische grammaticale kennis zouden beschikken. Het gebruik van fusha is dus allerminst noodzakelijk voor het verhaal, maar getuigt integendeel van een politieke overtuiging. Mahfoez zelf heeft hierover gezegd: "De volkstaal, het ammiyya, is een reactionaire beweging; de fusha is daarentegen progressief".

## In het Nederlands vertaald werk
- 1945 - Nieuw Caïro (vert. 1998)
- 1947 - De Midaksteeg (vert. 2011)
- 1956 - Begin en eind (vert. 2002)
- 1956-1957 - De Caïro trilogie:
  - 1956 - Tussen twee paleizen (deel 1; vert. 1990)
  - 1957 - Paleis van verlangen (deel 2; vert. 1991)
  - 1957 - De suikersteeg (deel 3; vert. 1993)
- 1959 - Kinderen van Gabalawi (vert. 1999)
- 1961 - De dief en de honden (vert. 1989)
- 1964 - De dwaaltocht (vert. 1989)
- 1966 - In een roes op de Nijl (vert. 1994)
- 1967 - Pension Miramar (vert. 2004)
- 1982 - Arabische dagen en nachten (vert. 2008)
- 1985 - De dag dat de leider werd vermoord (vert. 2014)
- 1988 - De moskee in de steeg
- 1996 - Taveerne De zwarte kat (vert. 1996)